# Sypniewo (gmina)
Pour les articles homonymes, voir Sypniewo.
Sypniewo est une gmina rurale (gmina wiejska) de la powiat de Maków, dans la Voïvodie de Mazovie, dans le centre-est de la Pologne.
Son siège administratif (chef-lieu) est le village de Sypniewo, qui se situe environ 21 kilomètres au nord-est de Maków Mazowiecki (siège de la powiat) et 89 kilomètres au nord-est de Varsovie (capitale de la Pologne).
La gmina couvre une superficie de 128,58 km2 pour une population de 3 528 habitants en 2006.

## Histoire
De 1975 à 1998, la gmina est attachée administrativement à la voïvodie d'Ostrołęka.

Depuis 1999, elle fait partie de la voïvodie de Mazovie.

## Géographie
La gmina de Sypniewo inclut les villages et localités de :

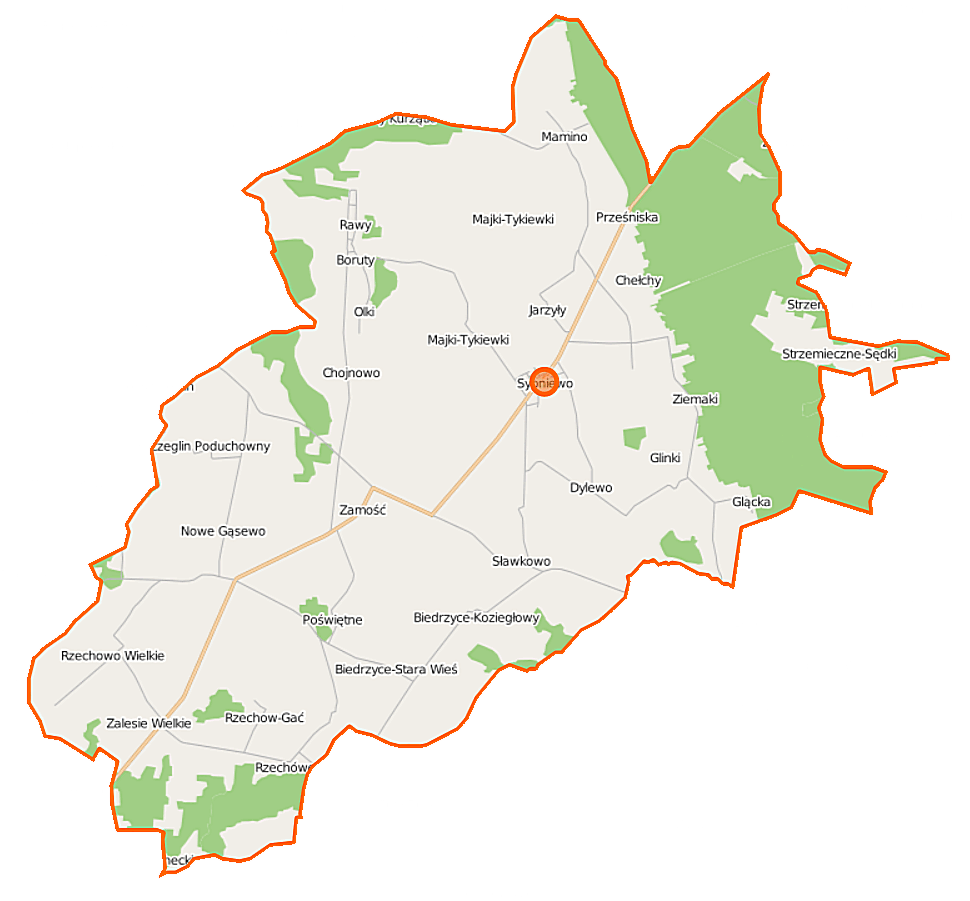
Plan de la gmina

- Batogowo
- Biedrzyce-Koziegłowy
- Biedrzyce-Stara Wieś
- Boruty
- Chełchy
- Chojnowo
- Dylewo
- Gąsewo Poduchowne
- Glącka
- Glinki-Rafały
- Jarzyły
- Majki-Tykiewki
- Mamino
- Nowe Gąsewo
- Nowy Szczeglin
- Olki
- Poświętne
- Rawy
- Rzechówek
- Rzechowo Wielkie
- Rzechowo-Gać
- Sławkowo
- Stare Glinki
- Strzemieczne-Sędki
- Sypniewo
- Szczeglin Poduchowny
- Zalesie
- Zamość
- Ziemaki

### Gminy voisines
La gmina de Sypniewo est voisine des gminy suivantes :
- Czerwonka
- Krasnosielc
- Młynarze
- Olszewo-Borki
- Płoniawy-Bramura

## Structure du terrain
D'après les données de 2002, la superficie de la commune de Sypniewo est de 128,58 km2, répartis comme tel :
- terres agricoles : 73 %
- forêts : 22 %

La commune représente 12,08 % de la superficie du powiat.

## Démographie
Données du 30 juin 2004 :
| description        | Total  | Total | Femmes | Femmes | Hommes | Hommes |
| ------------------ | ------ | ----- | ------ | ------ | ------ | ------ |
| Unité              | Nombre | %     | Nombre | %      | Nombre | %      |
| population         | 3 541  | 100   | 1 727  | 48,8   | 1 814  | 51,2   |
| Densité (hab./km²) | 27,5   | 27,5  | 13,4   | 13,4   | 14,1   | 14,1   |